# 斯克内克塔迪 (纽约州)
斯克内克塔迪（英語：Schenectady，/skəˈnɛktədi/ skə-NEKT-ə-dee），舊譯列市地，是美國紐約州斯克內克塔迪縣縣治，位於莫華克河南岸。2000年人口61,821人，是紐約州第九大城市。美国通用电气原总部和美国机车公司总部位于此地。1765年設鎮，1798年建市。